# Эренсверд, Карл Август (1892—1974)
Карл Август Эренсверд (швед. Carl August Ehrensvärd, 3 августа 1892, Карлскруна — 24 апреля 1974, Истад) — шведский генерал. Перешёл на службу в финскую армию в 1918 году. Принимал участие в гражданской войне в Финляндии, Зимней войне. В 1940 году вернулся на службу в шведскую армию.

## Биография

### Ранние годы
Карл Август Эренсверд родился 3 августа 1892 года в городе Карлскруна в семье адмирала Карла Августа Эренсверда и Ловисы Ульрики, урождённой Тотт.